# Шејди Гроув (округ Макинтош, Оклахома)
Шејди Гроув (енгл. Shady Grove, McIntosh County) насељено је место без административног статуса у америчкој савезној држави Оклахома.

## Демографија
По попису из 2010. године број становника је 194, што је 9 (4,9%) становника више него 2000. године.
| Група             | 2000.       | 2010.       |
| Белци             | 127 (68,6%) | 137 (70,6%) |
| Афроамериканци    | 0 (0,0%)    | 3 (1,5%)    |
| Азијати           | 1 (0,5%)    | 1 (0,5%)    |
| Хиспаноамериканци | 1 (0,5%)    | 1 (0,5%)    |
| Укупно            | 185         | 194         |